# Vilamacolum
Vilamacolum es un municipio español de la provincia de Gerona, ubicado en la comarca del Alto Ampurdán, en la comunidad autónoma de Cataluña.

## Geografía
El terreno del municipio es plano y está situado en la margen izquierda del río Fluviá.

## Economía
La agricultura de cereales, maíz y frutales (manzanas), ganadería y servicios turísticos completan la actividad de Vilamacolum.

## Demografía
Vilamacolum cuenta con una población de 376 habitantes (INE 2024).
| Gráfica de evolución demográfica de Vilamacolum entre 1842 y 2021                                                   |
| |
| Población de derecho según los censos de población del INE Población de hecho según los censos de población del INE |

| Nacionalidad | Hombres | Mujeres | Total | %      | Proporción |
| ------------ | ------- | ------- | ----- | ------ | ---------- |
| Española     | 125     | 133     | 258   | 66.8 % |            |
| Extranjera   | 97      | 31      | 128   | 33.1 % |            |

| 1497 | 1515 | 1553 | 1717 | 1787 | 1857 | 1877 | 1887 | 1900 |
| ---- | ---- | ---- | ---- | ---- | ---- | ---- | ---- | ---- |
| 16   | —    | 19   | 90   | 120  | 343  | 373  | 421  | 405  |

| 1910 | 1920 | 1930 | 1940 | 1950 | 1960 | 1970 | 1981 | 1990 |
| ---- | ---- | ---- | ---- | ---- | ---- | ---- | ---- | ---- |
| 433  | 479  | 445  | 414  | 391  | 357  | 315  | 284  | 264  |

| 1992 | 1994 | 1996 | 1998 | 2000 | 2002 | 2004 | 2006 | — |
| ---- | ---- | ---- | ---- | ---- | ---- | ---- | ---- | - |
| 215  | 247  | 252  | 246  | 261  | 281  | 294  | 280  | — |

## Historia
Conocido desde el año 974, perteneció al condado de Ampurias. Tanto el monasterio de San Pedro de Roda como el monasterio de San Esteban de Bañolas habían tenido posesiones.

## Escudo
El blasón de Vilamacolum es un escudo losanjado: de sable una cruz patente rectilínea concavada de argén. Por timbre, una corona mural de pueblo.
Fue aprobado el 22 de mayo de 1992.
La cruz de argén sobre camper de sable es el escudo tradicional del pueblo, que se desarrolló alrededor de la iglesia de Santa María. Vilamacolum perteneció al monasterio de San Pedro de Roda.

## Lugares de interés

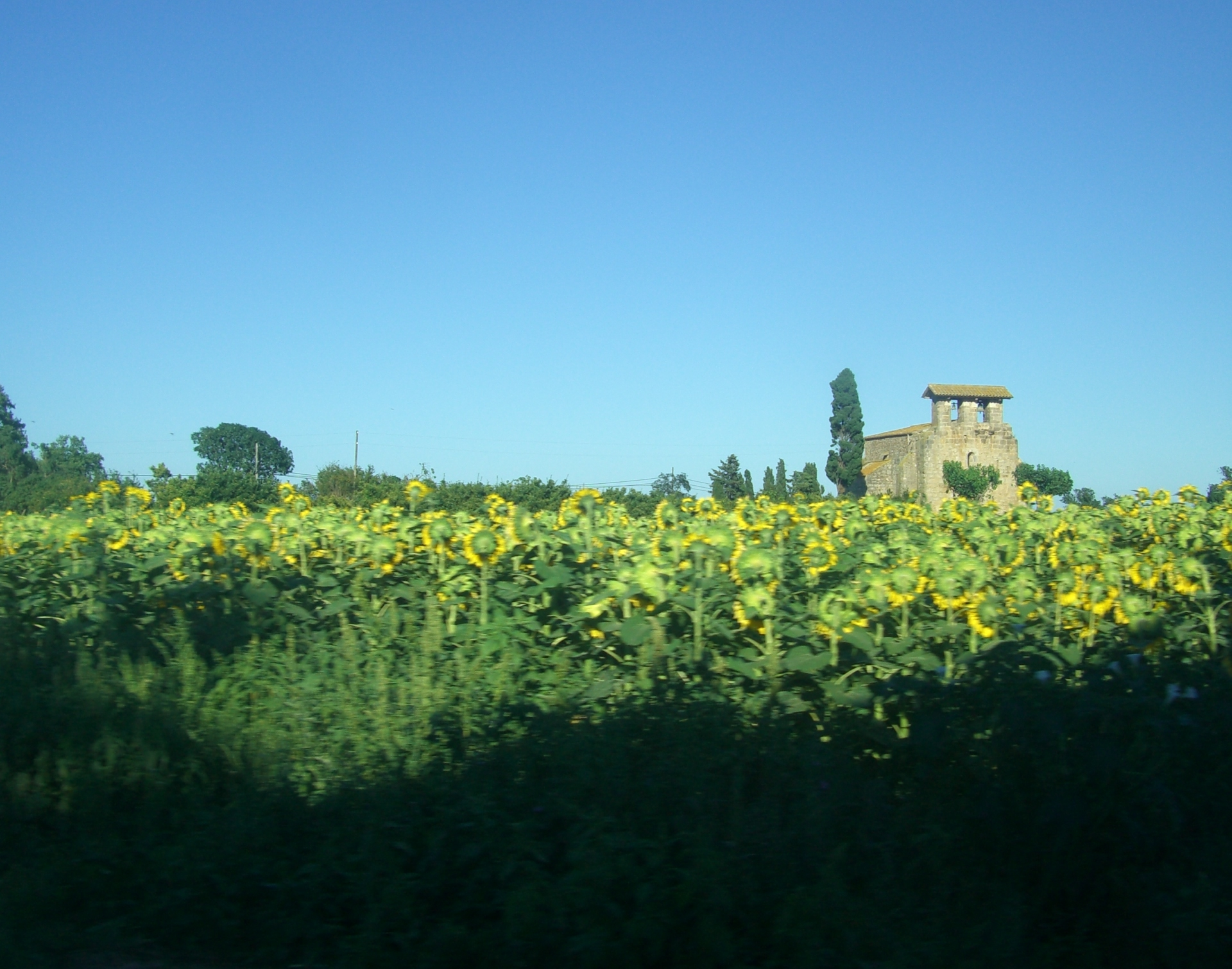
Iglesia fortificada de Santa María de Vilamacolum

Su principal monumento es la iglesia parroquial de Santa María, con estructuras románicas del siglo XI - XII, tiene en la fachada principal una gran puerta de los siglos XVII y XVIII.

## Personas destacadas
Fue la población donde vivió y murió la escritora catalana Maria Àngels Anglada. En las novelas de la autora, como Les Closes, describe el pueblo y su entorno: los Marismas del Ampurdán.